# De Graafschap
De Graafschap (phát âm tiếng Hà Lan: [də ˈɣraːfsxɑp]) là một câu lạc bộ bóng đá chuyên nghiệp đến từ Doetinchem, Hà Lan, chơi ở Eredivisie, giải bóng đá đầu tiên ở Hà Lan.
Nó được hình thành vào ngày 1 tháng 2 năm 1954 và họ chơi các trò chơi tại nhà của họ tại sân vận động De Vijverberg. Sân vận động được khai trương vào ngày 12 tháng 8 năm 2000 và đứng trên vị trí của sân cũ của câu lạc bộ. Tên câu lạc bộ là tiếng Hà Lan cho "The County". Họ có biệt danh là Superboeren ("Siêu nông dân").
Mặc dù không phải là một câu lạc bộ lớn theo tiêu chuẩn bóng đá câu lạc bộ châu Âu, nhưng câu lạc bộ vẫn là một trận đấu bán kiên cố ở Eredivisie (giải đấu hàng đầu); mặc dù cho đến nay nó chưa bao giờ giành được bất kỳ đồ bạc quan trọng nào. Nó cũng có một sân vận động lớn và một lượng lớn người hâm mộ khi so sánh với nhiều đội bóng khác của Hà Lan, đặc biệt là những người trong Eerste Divisie. Họ đã có một cuộc cạnh tranh khốc liệt với Vitesse Arnhem, nhưng trong những năm do một số trường hợp, Go Ahead Eagles cũng bắt đầu trở thành một đối thủ.
Màu sắc của câu lạc bộ là áo sơ mi màu xanh và trắng với quần soóc trắng và vớ màu xanh.

## Lịch sử
De Graafschap có chuỗi dài nhất của họ trong hạng đấu cao nhất của Hà Lan từ năm 1995 đến 2003. Trong mùa giải 1995-96 De Graafschap kết thúc ở vị trí thứ 8, cao nhất mọi thời đại. Sau khi mùa giải này kết quả đi xuống và năm 2003, câu lạc bộ đã xuống hạng sau khi kết thúc ở vị trí cuối cùng (thứ 18).
Kể từ năm 2003, De Graafschap đã xuống hạng bốn lần và được thăng hạng năm lần. Họ đã lên ngôi vô địch Eerste Divisie vào năm 2007 và 2010, và giành chiến thắng trong các trận play-off thăng hạng năm 2004 và 2015. De Graafschap chưa bao giờ kết thúc ở Eredivisie kể từ năm 2003 nhưng đã thua trận playoff xuống hạng sau khi kết thúc ở vị trí thứ 17 vào năm 2005, 2009 và 2012. Mùa giải Eredivisie 2015-16 De Graafschap một lần nữa xuống hạng sau trận playoff sau khi kết thúc thứ 17 nhưng không phải là hòa 1-1 trước AFC Ajax vào ngày cuối cùng của mùa giải, từ chối Ajax vô địch. Năm 2018, câu lạc bộ đã được thăng hạng một lần nữa bằng cách giành chiến thắng ở vòng play-off thăng hạng, đánh bại Almere City FC trong trận chung kết play-off.

## Danh hiệu
- Eerste Divisie
  - Vô địch: 1991, 2007, 2010
- Tweede Divisie
  - Vô địch: 1969
- Thăng hạng Eredivisie
  - Thăng hạng: 1973, 1981, 1995, 2004, 2015, 2018
- Thăng hạng Eerste Divisie
  - Thăng hạng: 1966

## Kết quả
Dưới đây là bảng với kết quả trong nước của De Graafschap kể từ khi giới thiệu Eredivisie năm 1956. 
| Domestic Results since 1956 | Domestic Results since 1956 | Domestic Results since 1956                     | Domestic Results since 1956 | Domestic Results since 1956 |
| Domestic league             | League result               | Qualification to                                | KNVB Cup season             | Cup result                  |
| --------------------------- | --------------------------- | ----------------------------------------------- | --------------------------- | --------------------------- |
| 2017-18 Eerste Divisie      | 4th                         | Eredivisie (winning promo./releg. play-offs)    | 2017–18                     | first round                 |
| 2016–17 Eerste Divisie      | 12th                        | –                                               | 2016–17                     | first round                 |
| 2015–16 Eredivisie          | 17th                        | Eerste Divisie (losing promo./releg. play-offs) | 2015–16                     | second round                |
| 2014–15 Eerste Divisie      | 6th                         | Eredivisie (winning promo./releg. play-offs)    | 2014–15                     | second round                |
| 2013–14 Eerste Divisie      | 7th                         | promotion/relegation play-offs: no promotion    | 2013–14                     | round of 16                 |
| 2012–13 Eerste Divisie      | 8th                         | promotion/relegation play-offs: no promotion    | 2012–13                     | third round                 |
| 2011–12 Eredivisie          | 17th                        | Eerste Divisie (losing promo./releg. play-offs) | 2011–12                     | quarter final               |
| 2010–11 Eredivisie          | 14th                        | –                                               | 2010–11                     | third round                 |
| 2009–10 Eerste Divisie      | 1st                         | Eredivisie (promotion)                          | 2009–10                     | second round                |
| 2008–09 Eredivisie          | 17th                        | Eerste Divisie (losing promo./releg. play-offs) | 2008–09                     | quarter final               |
| 2007–08 Eredivisie          | 16th                        | – (surviving promotion/relegation play-offs)    | 2007–08                     | third round                 |
| 2006–07 Eerste Divisie      | 1st                         | Eredivisie (promotion)                          | 2006–07                     | round of 16                 |
| 2005–06 Eerste Divisie      | 5th                         | promotion/relegation play-offs: no promotion    | 2005–06                     | DSQ                         |
| 2004–05 Eredivisie          | 17th                        | Eerste Divisie (losing promo./releg. play-offs) | 2004–05                     | second round                |
| 2003–04 Eerste Divisie      | 6th                         | Eredivisie (winning promotion/releg. play-offs) | 2003–04                     | second round                |
| 2002–03 Eredivisie          | 18th                        | Eerste Divisie (relegation)                     | 2002–03                     | round of 16                 |
| 2001–02 Eredivisie          | 14th                        | –                                               | 2001–02                     | third round                 |
| 2000–01 Eredivisie          | 15th                        | –                                               | 2000–01                     | second round                |
| 1999–2000 Eredivisie        | 14th                        | –                                               | 1999–2000                   | second round                |
| 1998–99 Eredivisie          | 13th                        | –                                               | 1998–99                     | second round                |
| 1997–98 Eredivisie          | 11th                        | –                                               | 1997–98                     | second round                |
| 1996–97 Eredivisie          | 8th                         | –                                               | 1996–97                     | round of 16                 |
| 1995–96 Eredivisie          | 14th                        | –                                               | 1995–96                     | round of 16                 |
| 1994–95 Eerste Divisie      | 2nd                         | Eredivisie (winning promotion/releg. play-offs) | 1994–95                     | second round                |
| 1993–94 Eerste Divisie      | 6th                         | promotion/relegation play-offs: no promotion    | 1993–94                     | round of 16                 |
| 1992–93 Eerste Divisie      | 5th                         | promotion/relegation play-offs: no promotion    | 1992–93                     | third round                 |
| 1991–92 Eredivisie          | 17th                        | Eerste Divisie (relegation)                     | 1991–92                     | second round                |
| 1990–91 Eerste Divisie      | 1st                         | Eredivisie (promotion)                          | 1990–91                     | round of 16                 |
| 1989–90 Eerste Divisie      | 7th                         | –                                               | 1989–90                     | first round                 |
| 1988–89 Eerste Divisie      | 9th                         | –                                               | 1988–89                     | first round                 |
| 1987–88 Eerste Divisie      | 4th                         | promotion/relegation play-offs: no promotion    | 1987–88                     | second round                |
| 1986–87 Eerste Divisie      | 10th                        | –                                               | 1986–87                     | round of 16                 |
| 1985–86 Eerste Divisie      | 9th                         | –                                               | 1985–86                     | first round                 |
| 1984–85 Eerste Divisie      | 3rd                         | promotion/relegation play-offs: no promotion    | 1984–85                     | second round                |
| 1983–84 Eerste Divisie      | 6th                         | promotion/relegation play-offs: no promotion    | 1983–84                     | round of 16                 |
| 1982–83 Eerste Divisie      | 14th                        | –                                               | 1982–83                     | round of 16                 |
| 1981–82 Eredivisie          | 18th                        | Eerste Divisie (relegation)                     | 1981–82                     | second round                |
| 1980–81 Eerste Divisie      | 7th                         | Eredivisie (winning promotion/releg. play-offs) | 1980–81                     | first round                 |
| 1979–80 Eerste Divisie      | 6th                         | promotion/relegation play-offs: no promotion    | 1979–80                     | second round                |
| 1978–79 Eerste Divisie      | 8th                         | –                                               | 1978–79                     | round of 16                 |
| 1977–78 Eerste Divisie      | 14th                        | –                                               | 1977–78                     | first round                 |
| 1976–77 Eredivisie          | 18th                        | Eerste Divisie (relegation)                     | 1976–77                     | round of 16                 |
| 1975–76 Eredivisie          | 12th                        | –                                               | 1975–76                     | quarter final               |
| 1974–75 Eredivisie          | 13th                        | –                                               | 1974–75                     | second round                |
| 1973–74 Eredivisie          | 14th                        | –                                               | 1973–74                     | second round                |
| 1972–73 Eerste Divisie      | 4th                         | Eredivisie (winning promotion/releg. play-offs) | 1972–73                     | first round                 |
| 1971–72 Eerste Divisie      | 11th                        | –                                               | 1971–72                     | DNC                         |
| 1970–71 Eerste Divisie      | 16th                        | –                                               | 1970–71                     | first round                 |
| 1969–70 Eerste Divisie      | 9th                         | –                                               | 1969–70                     | round of 16                 |
| 1968–69 Tweede Divisie      | 1st                         | Eerste Divisie (promotion)                      | 1968–69                     | first round                 |
| 1967–68 Tweede Divisie      | 6th                         | –                                               | 1967–68                     | group stage                 |
| 1966–67 Eerste Divisie      | 18th                        | Tweede Divisie (relegation)                     | 1966–67                     | DNC                         |
| 1965–66 Tweede Divisie      | 2nd (group A)               | Eerste Divisie (promotion)                      | 1965–66                     | round of 16                 |
| 1964–65 Tweede Divisie      | 11th (group A)              | –                                               | 1964–65                     | first round                 |
| 1963–64 Tweede Divisie      | 5th (group B)               | –                                               | 1963–64                     | first round                 |
| 1962–63 Tweede Divisie      | 15th (group A)              | –                                               | 1962–63                     | third round                 |
| 1961–62 Tweede Divisie      | 10th                        | –                                               | 1961–62                     | ?                           |
| 1960–61 Tweede Divisie      | 11th                        | –                                               | 1960–61                     | ?                           |
| 1959–60 Eerste Divisie      | 17th (group B)              | Tweede Divisie (relegation)                     | not held                    | not held                    |
| 1958–59 Eerste Divisie      | 14th (group A)              | –                                               | 1958–59                     | ?                           |
| 1957–58 Eerste Divisie      | 4th (group A)               | –                                               | 1957–58                     | ?                           |
| 1956–57 Eerste Divisie      | 10th (group A)              | –                                               | 1956–57                     | ?                           |

## Cầu thủ

### Đội hình hiện tại
Kể từ ngày 16 tháng 5 năm 2019 
| No. |             | Position | Player                                 |
| --- | ----------- | -------- | -------------------------------------- |
| 1   | Netherlands | GK       | Hidde Jurjus (on loan from PSV)        |
| 2   | Netherlands | DF       | Bart Straalman (captain)               |
| 3   | Netherlands | DF       | Ted van de Pavert (vice-captain)       |
| 4   | Netherlands | DF       | Lars Nieuwpoort                        |
| 5   | Netherlands | DF       | Jordy Tutuarima                        |
| 6   | Netherlands | MF       | Robert Klaasen                         |
| 7   | Netherlands | FW       | Furdjel Narsingh                       |
| 8   | Netherlands | MF       | Javier Vet                             |
| 9   | Sweden      | FW       | Nabil Bahoui                           |
| 10  | Netherlands | FW       | Stef Nijland                           |
| 11  | Netherlands | FW       | Daryl van Mieghem                      |
| 13  | Netherlands | GK       | Jordy Rondeel                          |
| 14  | Netherlands | MF       | Liban Abdulahi                         |
| 15  | Netherlands | DF       | Ruben Ligeon (on loan from PEC Zwolle) |

| No. |             | Position | Player                                       |
| --- | ----------- | -------- | -------------------------------------------- |
| 17  | Netherlands | GK       | Nigel Bertrams (on loan from Nordsjælland)   |
| 18  | Netherlands | MF       | Erik Bakker                                  |
| 19  | Netherlands | FW       | Jordy Thomassen                              |
| 20  | Netherlands | MF       | Youssef El Jebli                             |
| 21  | Netherlands | MF       | Azor Matusiwa (on loan from Ajax)            |
| 22  | Netherlands | FW       | Fabian Serrarens                             |
| 23  | Netherlands | DF       | Sven Nieuwpoort                              |
| 24  | Netherlands | FW       | Elvio van Overbeek                           |
| 25  | Netherlands | FW       | Delano Burgzorg                              |
| 28  | Netherlands | MF       | Frank Olijve                                 |
| 35  | Curaçao     | FW       | Charlison Benschop (on loan from Ingolstadt) |
| 36  | Netherlands | MF       | Koen Huntelaar                               |
| 37  | Netherlands | DF       | Jurre Vreman                                 |
| 44  | Netherlands | DF       | Leeroy Owusu                                 |

### Cho mượn
| No. |             | Position | Player                                                         |
| --- | ----------- | -------- | -------------------------------------------------------------- |
| 39  | Netherlands | FW       | Marlon Versteeg (at FC Lienden until ngày 30 tháng 6 năm 2019) |
| 47  | Netherlands | FW       | Mo Hamdaoui (at FC Twente until ngày 30 tháng 6 năm 2019)      |

### Cựu cầu thủ đáng chú ý
Các cầu thủ dưới đây từng khoác áo đội tuyểnquốc gia tương ứng của họ. Các cầu thủ có tên được liệt kê đại diện cho quốc gia của họ khi chơi cho De Graafschap.